# Buckfastleigh
Buckfastleigh är en stad och civil parish i Teignbridge i Devon i England. Orten har 3 661 invånare (2001).